# Rybky
Rybky este o comună slovacă, aflată în districtul Senica din regiunea Trnava. Localitatea se află la altitudinea de 213 m deasupra n.m., se întinde pe o suprafață de 5,78 km2 și în 2017 număra 441 de locuitori.

## Istoric
Localitatea Rybky este atestată documentar din 1394.

## Demografie
| An:                | 1994 | 2004    | 2014   | 2024   |
| ------------------ | ---- | ------- | ------ | ------ |
| Număr de persoane: | 395  | 441     | 456    | 420    |
| Diferență:         |      | +11,64% | +3,40% | −7,89% |

| An:                | 2023 | 2024   |
| ------------------ | ---- | ------ |
| Număr de persoane: | 417  | 420    |
| Diferență:         |      | +0,71% |